# Nekrolog 1. Quartal 1938
Nekrolog
◄◄
| ◄
| 1934
| 1935
| 1936
| 1937
| 1938 | 1939 | 1940 | 1941 | 1942 | ► | ►►
1. Quartal |
2. Quartal |
3. Quartal |
4. Quartal 1938
Weitere Ereignisse | Allgemeiner Nekrolog 1938
Die Beschreibung der verstorbenen Person sollte so kurz wie möglich gehalten sein und nur deren signifikante Tätigkeit(en) enthalten.
Neue Namen ggf. auch unter dem Geburts- und Sterbedatum, also etwa unter 1. Januar und im Geburts- und Sterbejahr (2024) eintragen (nur bei entsprechender großer Wichtigkeit). Für Beispiele siehe die schon vorhandenen Artikel.
Außerdem über die fünf zuletzt Verstorbenen, zu denen es einen ausreichend guten Artikel für eine Präsentation auf der Hauptseite gibt, nach der todesbedingten Überarbeitung der Artikel ggf. auch unter Wikipedia Diskussion:Hauptseite informieren und sie am besten auch in den anderen Wikipedia-Sprachversionen eintragen. Tipp: Regelmäßig bei news.google.de nach „ist tot“, „gestorben“ oder „verstorben“ suchen.
Wenn eine Person gestorben ist, gibt es viele Seiten zu dieser Person in der Wikipedia, die davon auch betroffen sind und entsprechend aktualisiert werden müssen. Beispiele: Namenübersichtsseite, Geburtsjahr, Geburtsort-Seiten und viele mehr.
Wie finde ich die betroffenen Seiten?
Im Suchfeld auf der linken Seite gibt man den Suchbegriff so ein: „Vorname Nachname“. Dann klickt man auf Volltext und alle Seiten mit entsprechendem Suchtext werden aufgerufen. Hier sieht man dann schnell, wo auch das Todesjahr Sinn macht oder sogar ein Teil des Artikels angepasst werden muss. Auch hilft das „Werkzeug“ auf der linken Seite sehr gut, um solche Seiten aufzufinden: „Links auf diese Seite“. Somit ist die Wikipedia wieder aktuell in allen Bereichen! Hinweis: bei Eintragung der Kategorie „Gestorben JAHR“ wird der Missbrauchsfilter 49 ausgelöst, was jedoch nicht schlimm ist. Siehe: Spezial:Missbrauchsfilter/49
Dies ist eine Liste von im ersten Quartal 1938 verstorbenen bekannten Persönlichkeiten. Die Einträge erfolgen innerhalb der einzelnen Daten alphabetisch sortiert. Tiere sind im Nekrolog für Tiere zu finden.

## Januar
| Tag        | Name                                   | Beruf, bekannt als                                                                                        | Alter | Beleg |
| ---------- | -------------------------------------- | --- | ----- | ----- |
| 1. Januar  | Alice Bailly                           | Schweizer Malerin des Fauvismus, Kubismus und Futurismus                                                  | 65    |       |
| 1. Januar  | Michael Wallieser                      | russlanddeutscher römisch-katholischer Geistlicher und Märtyrer                                           |       |       |
| 2. Januar  | Wassyl Bobynskyj                       | ukrainischer Schriftsteller, Journalist und Übersetzer                                                    | 39    |       |
| 2. Januar  | Rudolf Bosselt                         | deutscher Bildhauer, Medailleur und Reformpädagoge                                                        | 66    |       |
| 2. Januar  | Emil Göttisheim                        | Schweizer Jurist und Politiker (FDP)                                                                      | 74    |       |
| 2. Januar  | Ülvi Rəcəb                             | aserbaidschanischer Schauspieler                                                                          | 34    |       |
| 2. Januar  | William Richard Johnson                | US-amerikanischer Politiker                                                                               | 62    |       |
| 2. Januar  | Heinrich Runkel                        | deutscher Schulrat und Politiker (DVP), MdR                                                               | 75    |       |
| 2. Januar  | Franz Verdier                          | Film- und Theaterschauspieler sowie Theaterleiter                                                         | 68    |       |
| 2. Januar  | Ernst Wilms                            | deutscher Anwalt und Politiker                                                                            | 71    |       |
| 3. Januar  | Dimitri Wladimirowitsch Achscharumow   | russischer Geiger, Komponist, Musikpädagoge und Dirigent                                                  | 73    |       |
| 3. Januar  | Friedrich Becker                       | Abgeordneter im Bayerischen Landtag, Jurist                                                               | 71    |       |
| 3. Januar  | Arturo Berutti                         | argentinischer Opernkomponist                                                                             | 79    |       |
| 3. Januar  | Johannes Hansen                        | deutscher Agrarwissenschaftler und Hochschullehrer                                                        | 74    |       |
| 3. Januar  | Carlotta Joaquina Maury                | US-amerikanische Paläontologin                                                                            | 63    |       |
| 4. Januar  | Franz Kranewitter                      | österreichischer Dramatiker                                                                               | 77    |       |
| 4. Januar  | Mykola Makarenko                       | ukrainischer Archäologe und Kunsthistoriker                                                               | 60    |       |
| 4. Januar  | Hermann Merkel                         | deutscher Politiker (SPD), MdR                                                                            | 59    |       |
| 4. Januar  | George Halsey Perley                   | kanadischer Diplomat und Politiker                                                                        | 80    |       |
| 5. Januar  | Karel Baxa                             | böhmisch-tschechischer Politiker, erster Oberbürgermeister Prags                                          | 74    |       |
| 5. Januar  | Alice Gomme                            | britische Volkskundlerin                                                                                  | 85    |       |
| 5. Januar  | William Washington Larsen              | US-amerikanischer Politiker                                                                               | 66    |       |
| 5. Januar  | Lawrence Pereira                       | indischer Geistlicher, Bischof von Kottar                                                                 | 62    |       |
| 5. Januar  | Wilhelm von Rintelen                   | preußischer Generalleutnant                                                                               | 82    |       |
| 5. Januar  | Karl Scharfenberg                      | deutscher Eisenbahningenieur                                                                              | 63    |       |
| 5. Januar  | Holger Topp-Pedersen                   | dänischer Maler                                                                                           | 69    |       |
| 6. Januar  | Han Ryner                              | französischer gewaltfreier Anarchist und Individualist                                                    | 76    |       |
| 7. Januar  | Willy Enders                           | deutscher Sozialdemokrat und Widerstandskämpfer gegen den Nationalsozialismus                             | 51    |       |
| 7. Januar  | Franz Klühs                            | deutscher Sozialdemokrat, Redakteur und NS-Opfer                                                          | 60    |       |
| 7. Januar  | Louis Maillard                         | Schweizer Astronom                                                                                        | 70    |       |
| 8. Januar  | Cora Behrends                          | US-amerikanische Musiklehrerin, Pianistin und Komponistin                                                 | 72    |       |
| 8. Januar  | Karl Juli Danischewski                 | sowjetischer Politiker                                                                                    | 53    |       |
| 8. Januar  | Friedrich von Kalitsch                 | deutscher Forstmann                                                                                       | 79    |       |
| 8. Januar  | Mykola Ljubynskyj                      | ukrainischer Politiker                                                                                    | 46    |       |
| 8. Januar  | Christian Rohlfs                       | deutscher Maler des Expressionismus                                                                       | 88    |       |
| 8. Januar  | Christoph Steding                      | deutscher Historiker                                                                                      | 34    |       |
| 9. Januar  | David Calderhead                       | schottischer Fußballspieler und -trainer                                                                  | 73    |       |
| 9. Januar  | Ferdinand Dorsch                       | deutscher Maler und Graphiker                                                                             | 62    |       |
| 10. Januar | Kerim Abdraufowitsch Chakimow          | sowjetischer Diplomat                                                                                     | 45    |       |
| 10. Januar | Wladimir Dmitrijewitsch Feldman        | sowjetischer GPU-Offizier                                                                                 |       |       |
| 10. Januar | Jimmy Hampson                          | englischer Fußballspieler                                                                                 | 31    |       |
| 10. Januar | Paul J. Moore                          | US-amerikanischer Politiker                                                                               | 69    |       |
| 10. Januar | Theodor Radaković                      | österreichischer Mathematiker                                                                             | 42    |       |
| 10. Januar | James Leslie Starkey                   | englischer Archäologe                                                                                     | 43    |       |
| 10. Januar | Otto Warburg                           | deutscher Agrarbotaniker und Zionist                                                                      | 78    |       |
| 11. Januar | Isidore Konti                          | US-amerikanischer Bildhauer                                                                               | 75    |       |
| 11. Januar | Andreas Konzett                        | österreichischer Politiker (CSP), Landtagsabgeordneter zum Vorarlberger Landtag                           | 76    |       |
| 11. Januar | Georgi Erichowitsch Langemak           | sowjetischer Konstrukteur                                                                                 | 39    |       |
| 11. Januar | James G. Strong                        | US-amerikanischer Politiker                                                                               | 67    |       |
| 12. Januar | Oscar Bluemner                         | deutscher Maler                                                                                           | 70    |       |
| 12. Januar | Gösta Ekman                            | schwedischer Theater- und Filmschauspieler                                                                | 47    |       |
| 12. Januar | Albert Grieder                         | Schweizer Politiker                                                                                       | 75    |       |
| 12. Januar | Sydir Holubowytsch                     | ukrainischer Politiker                                                                                    |       |       |
| 12. Januar | Richard Meißner                        | deutscher Weinbaufachmann                                                                                 | 69    |       |
| 12. Januar | Friedrich Moritz                       | deutscher Internist                                                                                       | 76    |       |
| 13. Januar | Georg Baier                            | deutsch-russischer römisch-katholischer Geistlicher und Märtyrer                                          |       |       |
| 13. Januar | Reinhold Bechtle                       | deutsches KPD-Mitglied und Widerstandskämpfer gegen die NS-Diktatur                                       | 30    |       |
| 13. Januar | Georg von Loeper                       | deutscher Verwaltungsbeamter                                                                              | 75    |       |
| 13. Januar | Adam Wagner                            | russlanddeutscher römisch-katholischer Geistlicher und Märtyrer                                           |       |       |
| 13. Januar | William Legh Walsh                     | kanadischer Politiker und Richter                                                                         | 80    |       |
| 14. Januar | Eric Barclay                           | schwedischer Schauspieler                                                                                 | 43    |       |
| 14. Januar | Ernst Baumgart                         | Schweizer Architekt                                                                                       | 79    |       |
| 14. Januar | Stephen Brundidge                      | US-amerikanischer Politiker                                                                               | 81    |       |
| 14. Januar | Clement C. Dickinson                   | US-amerikanischer Politiker                                                                               | 88    |       |
| 14. Januar | Anatoli Nikolajewitsch Pepeljajew      | russischer Feldherr                                                                                       | 46    |       |
| 14. Januar | Hans von Ramsay                        | deutscher Offizier und Forschungsreisender                                                                | 75    |       |
| 15. Januar | Karl Cornelius                         | deutscher Architekt und Baubeamter                                                                        | 69    |       |
| 15. Januar | Wilhelm Kiesow                         | deutscher Reichsgerichtsrat                                                                               | 56    |       |
| 15. Januar | Paul Raphael Montford                  | anglo-australischer Bildhauer und Kunstpädagoge                                                           | 69    |       |
| 15. Januar | Jennie Maria Arms Sheldon              | US-amerikanische Biologin                                                                                 | 85    |       |
| 15. Januar | Anna Tieke                             | deutsche Kommunistin                                                                                      | 40    |       |
| 15. Januar | Jeanne Vuilliomenet-Challandes         | Schweizer Frauenrechtlerin und Journalistin                                                               | 67    |       |
| 16. Januar | Djado Blago                            | bulgarischer Autor und Lehrer                                                                             | 73    |       |
| 16. Januar | Sharat Chandra Chattopadhyay           | bengalischer Autor                                                                                        | 61    |       |
| 16. Januar | Paul Enderling                         | deutscher Schriftsteller und Übersetzer                                                                   | 57    |       |
| 16. Januar | Harry E. Hull                          | US-amerikanischer Politiker                                                                               | 73    |       |
| 17. Januar | Ernst von Bacmeister                   | preußischer Offizier, zuletzt General der Infanterie im Ersten Weltkrieg                                  | 84    |       |
| 17. Januar | Wladimir Nikolajewitsch Beneschewitsch | russischer Historiker                                                                                     | 63    |       |
| 17. Januar | Roy Eccles                             | britischer Autorennfahrer                                                                                 | 37    |       |
| 17. Januar | Jakob Liiv                             | estnischer Lyriker                                                                                        | 78    |       |
| 17. Januar | William Henry Pickering                | US-amerikanischer Astronom                                                                                | 79    |       |
| 17. Januar | Johannes Roth                          | russlanddeutscher römisch-katholischer Geistlicher und Märtyrer                                           |       |       |
| 17. Januar | Yamaguchi Harukichi                    | Gründer, Namensgeber und erster Kumicho von Yamaguchi-gumi                                                |       |       |
| 18. Januar | Theodor Bach                           | österreichischer Architekt                                                                                | 79    |       |
| 18. Januar | Maurice Black                          | US-amerikanischer Schauspieler                                                                            | 47    |       |
| 18. Januar | Amélie Nikisch                         | belgische Schauspielerin, Sopranistin, Komponistin                                                        | 75    |       |
| 18. Januar | Harald Poelchau                        | Hamburger Rechtsanwalt                                                                                    | 80    |       |
| 18. Januar | Josef Schey von Koromla                | österreichischer Rechtswissenschaftler und Herrenhausmitglied                                             | 84    |       |
| 18. Januar | Vittorio Rossi                         | italienischer Romanist und Italianist                                                                     | 72    |       |
| 19. Januar | Erich von Boyneburgk                   | preußischer Generalmajor                                                                                  | 85    |       |
| 19. Januar | Aimé Joseph de Fleuriau                | französischer Diplomat                                                                                    | 67    |       |
| 19. Januar | Pedro Guevara                          | philippinischer Politiker                                                                                 | 58    |       |
| 19. Januar | Robert Held                            | deutscher Jurist                                                                                          | 62    |       |
| 19. Januar | Paul Holz                              | deutscher Zeichner                                                                                        | 54    |       |
| 19. Januar | Adolf Kling                            | deutscher Politiker (NSDAP), MdR                                                                          | 45    |       |
| 19. Januar | Rosa Mayreder                          | österreichische Frauenrechtlerin                                                                          | 79    |       |
| 19. Januar | Robert McWade                          | US-amerikanischer Schauspieler                                                                            | 65    |       |
| 19. Januar | Branislav Nušić                        | serbischer Schriftsteller                                                                                 | 73    |       |
| 19. Januar | Mykola Tschernjawskyj                  | ukrainischer Dichter und Schriftsteller                                                                   | 70    |       |
| 19. Januar | Antoni Wojciechowski                   | polnischer Schachspieler                                                                                  | 32    |       |
| 20. Januar | Erik Åkerberg                          | schwedischer Komponist                                                                                    | 78    |       |
| 20. Januar | Émile Cohl                             | französischer Karikaturist und Trickfilmzeichner                                                          | 81    |       |
| 20. Januar | Anna Huber                             | österreichische Lehrerin, Redakteurin, Schriftstellerin und Musikalienhändlerin                           | 70    |       |
| 20. Januar | Dmitri Iwanowitsch Jeropkin            | russischer Astrophysiker                                                                                  | 29    |       |
| 20. Januar | Karl Kahl                              | deutschbaltisch-russischer Landschaftsmaler der Düsseldorfer Schule                                       |       |       |
| 20. Januar | Louis Nerz                             | österreichischer Schauspieler, Regisseur, Dramaturg und Drehbuchautor                                     | 71    |       |
| 20. Januar | Norbert Peters                         | katholischer Priester und Hochschullehrer                                                                 | 74    |       |
| 20. Januar | Friedrich Prinzing                     | deutscher Arzt, Medizinstatistiker und Demograf                                                           | 78    |       |
| 20. Januar | Nikolai Sergejewitsch Schiljajew       | russischer Komponist                                                                                      | 56    |       |
| 20. Januar | John Kunkel Small                      | US-amerikanischer Botaniker                                                                               | 68    |       |
| 20. Januar | Arthur S. Tompkins                     | US-amerikanischer Jurist und Politiker                                                                    | 72    |       |
| 21. Januar | Victor Fehr                            | Schweizer Gutsbesitzer und Offizier                                                                       | 91    |       |
| 21. Januar | Gustav Jäger                           | österreichischer Physiker                                                                                 | 72    |       |
| 21. Januar | Georges Méliès                         | französischer Magier und Regisseur                                                                        | 76    |       |
| 21. Januar | Dawid Borissowitsch Rjasanow           | russischer Marxist                                                                                        | 67    |       |
| 22. Januar | Felix Bobek                            | deutscher Widerstandskämpfer und Physikochemiker                                                          | 39    |       |
| 22. Januar | Sergei Alexandrowitsch Buturlin        | russischer Ornithologe                                                                                    | 65    |       |
| 22. Januar | Richard Franck                         | deutscher Komponist und Pianist                                                                           | 80    |       |
| 22. Januar | Rudolf His                             | Schweizer Jurist und Rechtshistoriker                                                                     | 67    |       |
| 22. Januar | Artur Hohenberg                        | österreichischer Produzent beim deutschen Film                                                            | 51    |       |
| 22. Januar | Imai Kiyoshi                           | japanischer Generalleutnant, stellvertretender Generalstabschef                                           | 55    |       |
| 22. Januar | Adam Löhr                              | deutscher Kommunist                                                                                       | 48    |       |
| 22. Januar | Carl Anton Piper                       | deutscher Schriftsteller, Journalist und Politiker (DVP), MdR, MdHB                                       | 63    |       |
| 23. Januar | Paul Bodifée                           | niederländischer Maler und Grafiker                                                                       | 71    |       |
| 23. Januar | Albert Brenner                         | Schweizer Architekt                                                                                       | 77    |       |
| 23. Januar | Clemens Hummel                         | deutscher Architekt und Fachschullehrer                                                                   | 68    |       |
| 23. Januar | Wazlau Justynawitsch Lastouski         | belarussischer Schriftsteller und Politiker                                                               | 54    |       |
| 23. Januar | Karl Tettenborn                        | deutscher Verwaltungsjurist                                                                               | 79    |       |
| 23. Januar | Albertson Van Zo Post                  | US-amerikanischer Fechter                                                                                 | 71    |       |
| 24. Januar | Robert Franz Arnold                    | österreichischer Literaturhistoriker und Bibliothekar                                                     | 65    |       |
| 24. Januar | Bruno Buch                             | deutscher Architekt                                                                                       | 54    |       |
| 24. Januar | Bertrand Roth                          | schweizerischer Komponist und Pianist                                                                     | 82    |       |
| 25. Januar | Alfredo Eusebio Gobbi                  | uruguayischer Artist, Schauspieler, Sänger, Gitarrist und Tangokomponist                                  | 60    |       |
| 25. Januar | Alexander Grau                         | deutscher Filmmanager und UFA-Vorstandsmitglied                                                           | 60    |       |
| 25. Januar | William Slavens McNutt                 | US-amerikanischer Drehbuchautor, Schriftsteller und Journalist                                            | 52    |       |
| 25. Januar | Jewgeni Dmitrijewitsch Poliwanow       | russisch-sowjetischer Sprachwissenschaftler, Orientalist und Literaturwissenschaftler                     | 46    |       |
| 26. Januar | Philipp Heller                         | deutscher Zimmermann und Widerstandskämpfer gegen die NS-Diktatur                                         | 28    |       |
| 26. Januar | Anton Hoffmann                         | deutscher Maler, Illustrator, Heereskundler und Hochschullehrer                                           | 74    |       |
| 26. Januar | Matilde Montoya                        | mexikanische Medizinerin                                                                                  | 78    |       |
| 26. Januar | Samuel Ritscher                        | Bankmanager                                                                                               | 68    |       |
| 26. Januar | Wolodymyr Temnyzkyj                    | ukrainischer Außenminister                                                                                | 58    |       |
| 26. Januar | Zitkala-Ša                             | US-amerikanische, indianische Schriftstellerin, Musikerin und Aktivistin                                  | 61    |       |
| 27. Januar | Max Oscar Arnold                       | deutscher Unternehmer und Politiker (Deutsche Freisinnige Partei, Fortschrittliche Volkspartei, DDP), MdR | 83    |       |
| 27. Januar | Agvan Dorzhiev                         | burjatischer buddhistischer Geistlicher und Mönch, Diplomat, Reformer                                     |       |       |
| 27. Januar | Wilhelm Figdor                         | österreichischer Pflanzenphysiologe                                                                       | 71    |       |
| 27. Januar | Edward Aloysius Kenney                 | US-amerikanischer Politiker                                                                               | 53    |       |
| 27. Januar | Otto Rästas                            | estnisch-sowjetischer Revolutionär und Politiker                                                          | 47    |       |
| 27. Januar | Alexander William Roberts              | südafrikanischer Astronom                                                                                 | 80    |       |
| 27. Januar | Carl Stilling                          | dänischer Maler                                                                                           | 63    |       |
| 28. Januar | Hermann Bückling                       | deutscher Unternehmer                                                                                     | 84    |       |
| 28. Januar | Frederick G. Fleetwood                 | US-amerikanischer Politiker                                                                               | 69    |       |
| 28. Januar | Josef Follmann                         | deutscher Metallurg und Manager der Stahlindustrie                                                        | 62    |       |
| 28. Januar | Friedrich Hauchecorne                  | deutscher Zoologe, Ornithologe und Zoodirektor in Halle und Köln                                          | 43    |       |
| 28. Januar | Anton Lampa                            | österreichischer Physiker                                                                                 | 70    |       |
| 28. Januar | Bernd Rosemeyer                        | deutscher Automobilrennfahrer                                                                             | 28    |       |
| 28. Januar | Giacinto Sertorelli                    | italienischer Skirennläufer                                                                               | 23    |       |
| 29. Januar | Eugen von Keller                       | bayerischer Generalleutnant                                                                               | 94    |       |
| 29. Januar | Andrei Wassiljewitsch Martynow         | russischer Paläontologe, Zoologe und Entomologe                                                           | 58    |       |
| 29. Januar | Johannes Werthauer                     | deutscher Jurist und Strafrechtsreformer                                                                  | 72    |       |
| 30. Januar | Heinrich Bolten-Baeckers               | deutscher Bühnenautor, Liedtextdichter, Verleger, Filmregisseur, Produzent und Drehbuchautor              | 66    |       |
| 30. Januar | Ferdinand Brunot                       | französischer Linguist und Romanist                                                                       | 77    |       |
| 30. Januar | Carl Hagen                             | deutscher Bankier und Mäzen                                                                               | 81    |       |
| 30. Januar | Ernest N. Hutchinson                   | US-amerikanischer Politiker                                                                               | 73    |       |
| 30. Januar | Heinrich Immendorff                    | deutscher Agrikulturchemiker                                                                              | 77    |       |
| 30. Januar | Kurt Korff                             | Chefredakteur                                                                                             | 61    |       |
| 30. Januar | Heinrich Oediger                       | deutscher Architekt                                                                                       | 72    |       |
| 30. Januar | Jakob Julius Scharvogel                | deutscher Keramiker                                                                                       | 83    |       |
|            | Gertrude Aretz                         | deutsche Historikerin                                                                                     | 48    |       |
|            | Jules Girardet                         | französischer Maler                                                                                       | 81    |       |
|            | Benno Karpeles                         | österreichischer Publizist und Herausgeber                                                                | 69    |       |
|            | Albert Ottinger                        | US-amerikanischer Jurist und Politiker                                                                    | 59    |       |

## Februar
| Tag         | Name                                       | Beruf, bekannt als | Alter | Beleg |
| ----------- | ------------------------------------------ | --- | ----- | ----- |
| 1. Februar  | Julian Arendt                              | deutscher jüdischer Literat |       |       |
| 1. Februar  | Charles Lallemand                          | französischer Geodät | 80    |       |
| 1. Februar  | Hans Heinrich XV. Fürst von Pless          | deutscher Standesherr und Montanindustrieller | 76    |       |
| 1. Februar  | Ernst G. Wahlgren                          | schwedischer Romanist und Sprachwissenschaftler | 58    |       |
| 2. Februar  | Eduard Adler                               | Journalist und Kommunalpolitiker (SPD) | 76    |       |
| 2. Februar  | Friedrich Adler                            | österreichischer Jurist, Politiker und Übersetzer | 80    |       |
| 2. Februar  | Karl Georg Huyn                            | österreichischer Generaloberst, letzter österreichischer Militärgouverneur in Galizien | 80    |       |
| 2. Februar  | Max Josephsohn                             | deutscher Gewerkschafts- und Genossenschaftsfunktionär | 70    |       |
| 2. Februar  | Alexandre Moret                            | französischer Ägyptologe und Philologe | 69    |       |
| 3. Februar  | George Auriol                              | französischer Lyriker, Liedtexter, Grafiker und Künstler des Jugendstils | 74    |       |
| 3. Februar  | Karl Heinrich Drescher                     | Abgeordneter im Sächsischen Landtag | 70    |       |
| 3. Februar  | Marija Leiko                               | lettische Theater- und Film-Schauspielerin | 50    |       |
| 3. Februar  | Tamara Wladimirowna Solonewitsch           | russische Dolmetscherin, Schriftstellerin und sowjetische Regimekritikerin |       |       |
| 4. Februar  | Chauncey W. Brownell                       | US-amerikanischer Politiker und Anwalt | 90    |       |
| 4. Februar  | Josef Eisenberger                          | kommunistischer Publizist und Politiker | 46    |       |
| 4. Februar  | Maximilian von Montgelas                   | bayerischer General der Infanterie, deutscher Politiker und Historiker | 77    |       |
| 4. Februar  | Raymond Sabouraud                          | französischer Dermatologe | 73    |       |
| 4. Februar  | Peter Schmitz                              | belgischer Schriftsteller, Journalist, Kunsthändler und Geheimagent aus dem Grenzgebiet Eupen-Malmedy | 50    |       |
| 5. Februar  | Ernst Theodor Haux                         | deutscher Industrie-Manager | 74    |       |
| 5. Februar  | Hans Litten                                | deutscher Rechtsanwalt und Strafverteidiger, Gegner des Nationalsozialismus | 34    |       |
| 5. Februar  | Axel Ljung                                 | schwedischer Leichtathlet und Turner | 53    |       |
| 5. Februar  | Walter Augustin Villiger                   | deutscher Astronom und Ingenieur bei Carl Zeiss | 65    |       |
| 5. Februar  | Sergei Arsenjewitsch Winogradow            | russischer Maler | 68    |       |
| 6. Februar  | Ilse Franke-Oehl                           | österreichische Schriftstellerin | 56    |       |
| 6. Februar  | Isaac Lifschütz                            | deutscher Chemiker | 85    |       |
| 6. Februar  | Néstor Martín-Fernández de la Torre        | spanischer Maler | 50    |       |
| 6. Februar  | Marianne von Werefkin                      | russische Malerin des Expressionismus | 77    |       |
| 7. Februar  | Harvey Samuel Firestone                    | US-amerikanischer Unternehmer | 69    |       |
| 7. Februar  | Johannes Kriebitzsch                       | deutscher Glasmaler und Unternehmer | 80    |       |
| 7. Februar  | James T. McDermott                         | US-amerikanischer Politiker | 65    |       |
| 7. Februar  | Francis G. Pease                           | US-amerikanischer Astronom | 57    |       |
| 7. Februar  | Alfred Schmidt                             | deutscher Maschinenbauingenieur | 58    |       |
| 8. Februar  | Marta Bielenstein                          | deutschbaltische Grafikerin und Autorin | 76    |       |
| 8. Februar  | Franz Josef Böhm                           | österreichischer Kunstfotograf, Schauspieler, Theaterregisseur, Handschriftensammler, Literaturforscher, Buchautor, Feuilletonschreiber, Museumsdirektor und Freund des steirischen Volksdichters Peter Rosegger | 63    |       |
| 8. Februar  | Karl Gauss                                 | Schweizer Pfarrer und Historiker | 70    |       |
| 8. Februar  | Michei Nikolajewitsch Jerbanow             | sowjetischer Staatsmann, burjatischer Parteifunktionär | 48    |       |
| 8. Februar  | Christian Johnen                           | deutscher Jurist und Stenografiewissenschaftler | 75    |       |
| 8. Februar  | Abram Sacharowitsch Leschnew               | sowjetischer Literaturkritiker |       |       |
| 8. Februar  | Nikolaus von Griechenland                  | griechischer Adeliger, Prinz von Griechenland | 66    |       |
| 9. Februar  | Matthias Gansrigler                        | österreichischer Politiker (CS) | 42    |       |
| 9. Februar  | Paulina Hermann                            | wohlhabende Bürgerin von Osijek, Namensgeberin der denkmalgeschützten Villa Mačkamama und einer gleichnamigen Straßenbahnhaltestelle                                                                             | 78    |       |
| 9. Februar  | Hermann Kutzschbach                        | deutscher Dirigent und Musikpädagoge | 62    |       |
| 9. Februar  | Gasanfar Musabekow                         | aserbaidschanischer Parteifunktionär und sowjetischer Staatsmann | 49    |       |
| 9. Februar  | Romuald Adamowitsch Muklewitsch            | Oberkommandierender der sowjetischen Seekriegsflotte | 47    |       |
| 10. Februar | Alexander Jakowlewitsch Arossew            | russisch-sowjetischer Schriftsteller, Politiker und Diplomat | 47    |       |
| 10. Februar | Alexander Georgijewitsch Beloborodow       | russischer Revolutionär, Politiker und Offizier der Staatssicherheit | 46    |       |
| 10. Februar | Mychajlo Bondarenko                        | ukrainisch-sowjetischer Politiker | 34    |       |
| 10. Februar | Arturo Caprotti                            | italienischer Ingenieur | 56    |       |
| 10. Februar | Andrij Chwylja                             | sowjetisch-ukrainischer Journalist und Funktionär | 39    |       |
| 10. Februar | Hans Grashoff                              | deutscher Verwaltungsbeamter, Regierungspräsident | 75    |       |
| 10. Februar | Maxim Harezki                              | weißrussischer Schriftsteller | 44    |       |
| 10. Februar | Grigori Naumowitsch Kaminski               | sowjetischer Politiker | 42    |       |
| 10. Februar | Aleksander Majkowski                       | kaschubischer und polnischer Autor | 61    |       |
| 10. Februar | Karl von Plettenberg                       | preußischer Offizier, zuletzt General der Infanterie | 85    |       |
| 10. Februar | Otto Rometsch                              | deutscher Architekt | 59    |       |
| 10. Februar | Auguste Tessier                            | kanadischer Politiker (Québec) | 84    |       |
| 10. Februar | Richard A. Whiting                         | US-amerikanischer Filmkomponist und Liedtexter | 46    |       |
| 11. Februar | Wladimir Alexandrowitsch Antonow-Owsejenko | sowjetischer Militärbefehlshaber und späterer Diplomat | 54    |       |
| 11. Februar | Emanuel Loewy                              | österreichischer Klassischer Archäologe | 80    |       |
| 11. Februar | Ante Pavelić                               | jugoslawischer Politiker | 68    |       |
| 11. Februar | Jack Swann                                 | englischer Fußball-, Tischtennis- und Wasserballspieler | 55    |       |
| 11. Februar | Kazimierz Twardowski                       | polnischer Philosoph und Logiker | 71    |       |
| 12. Februar | Henry Rushton Fairclough                   | US-amerikanischer Klassischer Philologe kanadischer Herkunft | 75    |       |
| 12. Februar | Kurt Serbser                               | deutscher Politiker (NSDAP), MdR | 41    |       |
| 12. Februar | Paolo Troubetzkoy                          | italienisch-russischer Bildhauer | 71    |       |
| 12. Februar | William Willett junior                     | US-amerikanischer Jurist und Politiker | 68    |       |
| 12. Februar | Erich Zugmayer                             | österreichischer Zoologe und Forschungsreisender | 58    |       |
| 13. Februar | Gework Alichanow                           | Funktionär der KPdSU und Stiefvater von Jelena Bonner |       |       |
| 13. Februar | Siegbert Goldschmidt                       | deutscher Unternehmer, Kinobetreiber und Stummfilmkomponist | 63    |       |
| 13. Februar | Willy Hameister                            | deutscher Kameramann | 48    |       |
| 13. Februar | Ernst Kalkowsky                            | deutscher Geologe | 86    |       |
| 13. Februar | Momčilo Nastasijević                       | serbischer Lyriker | 43    |       |
| 13. Februar | Karl Ludwig Schemann                       | deutscher Übersetzer und Rassenforscher | 85    |       |
| 13. Februar | Ines Wetzel                                | deutsche Malerin | 65    |       |
| 14. Februar | Arthur Eloesser                            | deutscher Literaturwissenschaftler und Journalist | 67    |       |
| 14. Februar | Emil Salm                                  | deutscher Bildhauer | 59    |       |
| 15. Februar | Fritz Burde                                | deutscher Kommunist, Widerstandskämpfer und Spion | 36    |       |
| 15. Februar | Cary Travers Grayson                       | Leibarzt von drei US-Präsidenten und Chairman des Amerikanischen Roten Kreuzes | 59    |       |
| 15. Februar | Jules-Alexandre Grün                       | französischer Maler, Grafiker und Lithograf | 69    |       |
| 15. Februar | Fritz von Kamptz                           | deutscher Maler | 71    |       |
| 15. Februar | Hubert Reichelt                            | deutscher römisch-katholischer Geistlicher und Märtyrer | 59    |       |
| 15. Februar | Valaya Alongkorn                           | Mitglied des siamesischen Königshauses | 53    |       |
| 16. Februar | Luigi Capotosti                            | italienischer Geistlicher, Bischof von Modigliana und Kurienkardinal der römisch-katholischen Kirche | 74    |       |
| 16. Februar | Hedwig Krüger                              | deutsche Politikerin (SPD, USPD, VKPD, KPD), MdR | 55    |       |
| 16. Februar | Wilhelm Lubosch                            | deutscher Anatom (Mediziner und Zoologe) und Morphologe | 62    |       |
| 16. Februar | Lew Lwowitsch Sedow                        | ältester Sohn von Leo Trotzki, politischer Weggefährte seines Vaters | 31    |       |
| 16. Februar | Otto zur Linde                             | deutscher Schriftsteller | 64    |       |
| 17. Februar | Bill Drews                                 | deutscher Jurist | 68    |       |
| 17. Februar | Montague Lessler                           | US-amerikanischer Jurist und Politiker | 69    |       |
| 18. Februar | Edward Anseele                             | belgischer Politiker | 81    |       |
| 18. Februar | Matwei Petrowitsch Bronstein               | russischer Physiker | 31    |       |
| 18. Februar | George Dayton                              | US-amerikanischer Unternehmer | 80    |       |
| 18. Februar | Georgi Nikolajewitsch Frederiks            | russischer Geologe, Paläontologe und Hochschullehrer | 48    |       |
| 18. Februar | Louis de La Vallée-Poussin                 | belgischer Orientalist | 69    |       |
| 18. Februar | Leopoldo Lugones                           | argentinischer Lyriker und Erzähler | 63    |       |
| 18. Februar | Paul Roediger                              | deutscher Wirtschaftsjurist | 78    |       |
| 18. Februar | Felix Schwormstädt                         | deutscher Maler, Zeichner und Illustrator | 67    |       |
| 19. Februar | John Edgar Coover                          | US-amerikanischer Psychologe und ein Pionier der parapsychologischen Forschung | 65    |       |
| 19. Februar | Walter Friedensburg                        | deutscher Archivar und Historiker | 82    |       |
| 19. Februar | Wilhelm Humser                             | deutscher Generalstabsoffizier | 67    |       |
| 19. Februar | Gottlob Krause                             | deutscher Afrikareisender | 88    |       |
| 19. Februar | Edmund Landau                              | deutscher Mathematiker | 61    |       |
| 19. Februar | Katharine Pyle                             | amerikanische Künstlerin | 74    |       |
| 20. Februar | Hans von Brandenstein                      | deutscher Verwaltungsbeamter | 88    |       |
| 20. Februar | Wilhelm Engler                             | deutscher Gewerkschafter und Politiker (SPD), Staatsminister, MdL | 64    |       |
| 20. Februar | Valentin Schäfer                           | deutscher Politiker (SPD) | 55    |       |
| 20. Februar | Ciro Terranova                             | „Mustache Pete“ in New York City |       |       |
| 20. Februar | Károly Unkelhäusser                        | ungarischer Politiker und Minister. | 72    |       |
| 21. Februar | Karl Amundson                              | schwedischer Generalmajor und erster Kommandeur der schwedischen Luftstreitkräfte | 64    |       |
| 21. Februar | George Charles Beresford                   | irischer Fotograf | 73    |       |
| 21. Februar | George Ellery Hale                         | US-amerikanischer Astronom | 69    |       |
| 21. Februar | Hans Lehner                                | deutscher Provinzialrömischer Archäologe | 72    |       |
| 21. Februar | Hans Lenk                                  | deutscher Geologe und Mineraloge | 74    |       |
| 21. Februar | Stefan Lhotka                              | ungarischer Filmarchitekt und Kunsthochschullehrer | 53    |       |
| 21. Februar | Wilhelm Lütgert                            | deutscher protestantischer Theologe | 70    |       |
| 21. Februar | Gustav Ullrich                             | deutscher Unternehmer, Industrieller und Gründer | 78    |       |
| 22. Februar | Miguel Llobet                              | spanischer Gitarrist und Komponist | 59    |       |
| 22. Februar | Ashton C. Shallenberger                    | US-amerikanischer Politiker | 75    |       |
| 23. Februar | Kurt Berkner                               | deutscher Widerstandskämpfer | 30    |       |
| 23. Februar | Hugo Fischer                               | deutscher Technologe, Maschinenbauingenieur sowie Hochschullehrer | 91    |       |
| 23. Februar | Seymour Parker Gilbert                     | US-amerikanischer Banker, Politiker und Diplomat | 45    |       |
| 23. Februar | Louis Müller-Unkel                         | deutscher Glastechniker | 85    |       |
| 23. Februar | Hans Schröder                              | deutscher Gynäkologe und Hochschullehrer | 70    |       |
| 23. Februar | Michael Joseph Spratt                      | römisch-katholischer Geistlicher und Erzbischof von Kingston | 83    |       |
| 24. Februar | Thomas Gann                                | britischer Mediziner und Archäologe | 70    |       |
| 24. Februar | Walther Merz                               | Schweizer Jurist und Historiker | 69    |       |
| 24. Februar | Georg Pekmezi                              | Albanologe | 65    |       |
| 24. Februar | Thilo von Trotha                           | deutscher nationalsozialistischer Bürokrat | 33    |       |
| 24. Februar | Max Wien                                   | deutscher Physiker | 71    |       |
| 25. Februar | Sanschar Asfendijarow                      | kasachischer Militärarzt und Politiker | 48    |       |
| 25. Februar | Johannes Paul Langer                       | deutscher Historiker und Heimatforscher | 41    |       |
| 25. Februar | Max Neisser                                | deutscher Bakteriologe und Hygieniker | 68    |       |
| 25. Februar | Theodor Schnell der Jüngere                | deutscher Bildhauer und Kirchenausstatter | 67    |       |
| 25. Februar | Franz Stockbauer                           | Kommerzienrat | 84    |       |
| 26. Februar | Ernst Behmer                               | deutscher Schauspieler | 62    |       |
| 26. Februar | Louis Bonneau                              | französischer Offizier | 86    |       |
| 26. Februar | Friedrich Fränzl                           | österreichischer Solotänzer | 74    |       |
| 26. Februar | Wilford Bacon Hoggatt                      | amerikanischer republikanischer Politiker | 72    |       |
| 26. Februar | Gustavs Klucis                             | lettischer Fotograf und Künstler | 43    |       |
| 26. Februar | Paul Rauert                                | Hamburger Rechtsanwalt und Kunstmäzen | 74    |       |
| 27. Februar | Carl Hubert Cremer                         | deutscher Reiseexportunternehmer und Vogelzüchter |       |       |
| 27. Februar | Stanisław Streich                          | polnischer römisch-katholischer Priester | 35    |       |
| 28. Februar | Richard Anger                              | deutscher Maschinenbau-Ingenieur, preußischer Baubeamter und Hochschullehrer | 65    |       |
| 28. Februar | Georges Daressy                            | französischer Ägyptologe | 73    |       |
| 28. Februar | Lazar Krestin                              | litauisch-österreichischer Genremaler | 69    |       |
| 28. Februar | Bruno Schmidtsdorf                         | deutscher Schauspieler und Musiker der Kolonne Links | 29    |       |
|             | George Randolph Barse                      | US-amerikanischer Maler | 76    |       |
|             | Willy Boehm                                | deutscher Mediziner und Politiker (DVP) | 60    |       |
|             | Boris Petrowitsch Kornilow                 | sowjetischer Dichter | 30    |       |

## März
| Tag      | Name                              | Beruf, bekannt als | Alter | Beleg |
| -------- | --------------------------------- | --- | ----- | ----- |
| 1. März  | Gabriele D’Annunzio               | italienischer Schriftsteller des Fin de Siècle und spätromantischer Vertreter des Symbolismus                         | 74    |       |
| 1. März  | Władysław Grabski                 | polnischer Politiker (ND), Finanzminister, zweimaliger Ministerpräsident, Ökonom und Historiker                       | 63    |       |
| 1. März  | Alfred Klingsporn                 | deutscher Reichsgerichtsrat                                                                                           | 60    |       |
| 2. März  | Joe Crail                         | US-amerikanischer Politiker                                                                                           | 60    |       |
| 2. März  | Peter Paul Rainer                 | Tiroler Dichter und Schriftsteller sowie Lehrer und Direktor des Gymnasiums in Reichenberg                            | 52    |       |
| 3. März  | Karl von Borries                  | preußischer Offizier, zuletzt General der Infanterie im Ersten Weltkrieg                                              | 83    |       |
| 3. März  | Alfred Coehn                      | deutscher Physiker und Chemiker                                                                                       | 74    |       |
| 3. März  | Miksa Déri                        | ungarischer Ingenieur                                                                                                 | 83    |       |
| 3. März  | Wilhelm Pichler                   | österreichischer römisch-katholischer Geistlicher, Religionslehrer und Schriftsteller                                 | 75    |       |
| 3. März  | Scholom Schwartzbard              | ukrainisch-jüdischer Dichter, Publizist und Anarchist                                                                 | 51    |       |
| 3. März  | Charles Spindler                  | Elsässer Künstler | 72    |       |
| 4. März  | August Bruch                      | deutscher Politiker (BVP)                                                                                             | 63    |       |
| 4. März  | Ewald Funke                       | deutscher Widerstandskämpfer                                                                                          | 32    |       |
| 4. März  | George Foster Peabody             | New Yorker Investment-Banker und Mäzen                                                                                | 85    |       |
| 5. März  | Wilhelm Rosenbaum                 | deutscher Politiker (NSDAP), MdR                                                                                      | 58    |       |
| 5. März  | Adalbert Seitz                    | deutscher Entomologe, Arzt und Reisender                                                                              | 78    |       |
| 6. März  | Joseph Arend                      | deutscher Politiker (SPD)                                                                                             | 52    |       |
| 6. März  | Wilhelm Fenchel                   | Landtagsabgeordneter Volksstaat Hessen                                                                                | 64    |       |
| 6. März  | Michel Giacobini                  | französischer Astronom                                                                                                |       |       |
| 6. März  | Reginald Fleming Johnston         | schottischer Akademiker und Lehrer von Puyi                                                                           |       |       |
| 6. März  | B. Frank Murphy                   | US-amerikanischer Politiker (Republikanische Partei)                                                                  | 70    |       |
| 6. März  | Anders Peter Olsen                | dänischer Kaufmann, Beamter und kommissarischer Inspektor in Grönland                                                 | 75    |       |
| 6. März  | Reinhard Roehle                   | deutscher Jugendbuchautor                                                                                             | 62    |       |
| 7. März  | Werner Dehms                      | Bürgermeister von Potsdam (1924–1938)                                                                                 | 54    |       |
| 7. März  | Juan Bautista Massa               | argentinischer Komponist                                                                                              | 52    |       |
| 7. März  | Andreas Michalakopoulos           | griechischer Politiker und Ministerpräsident                                                                          |       |       |
| 7. März  | Friedrich Philippi                | deutscher Reichsgerichtsrat                                                                                           | 78    |       |
| 7. März  | Leonhard Ritter                   | deutscher Architekt                                                                                                   | 59    |       |
| 7. März  | James B. A. Robertson             | US-amerikanischer Politiker                                                                                           | 66    |       |
| 8. März  | Mathias J. Alten                  | deutsch-US-amerikanischer impressionistischer Maler                                                                   | 67    |       |
| 8. März  | Karl Kraushaar                    | Pädagoge, Journalist, Sachbuchautor, Bankier                                                                          | 79    |       |
| 8. März  | Alfred Pickart                    | fürstlich hohenlohischer Kammerdirektor                                                                               | 68    |       |
| 8. März  | Paul von Ravenstein               | deutscher Landschaftsmaler                                                                                            | 83    |       |
| 9. März  | Karl Hirsch                       | österreichischer Geistlicher, römisch-katholischer Kirchenhistoriker                                                  | 74    |       |
| 9. März  | Paul Treutler                     | deutscher Ingenieur und VDI-Vorsitzender                                                                              | 79    |       |
| 10. März | Ahn Changho                       | koreanischer Unabhängigkeitsaktivist                                                                                  | 59    |       |
| 10. März | Tobias Akselrod                   | russischer Revolutionär und Mitglied der Münchener Räteregierung                                                      | 50    |       |
| 10. März | August Böhm                       | Landtagsabgeordneter Volksstaat Hessen                                                                                | 46    |       |
| 10. März | Marie-Joseph Lagrange             | katholischer Priester                                                                                                 | 83    |       |
| 10. März | Edward L. Taylor                  | US-amerikanischer Politiker                                                                                           | 68    |       |
| 11. März | Henry Clothier                    | englischer Starkstromingenieur und Erfinder                                                                           | 65    |       |
| 11. März | Allen Milner                      | US-amerikanischer Fechter                                                                                             | 42    |       |
| 11. März | Otto Naegeli                      | Schweizer Mediziner                                                                                                   | 66    |       |
| 11. März | Christen Raunkiær                 | dänischer Botaniker                                                                                                   | 77    |       |
| 12. März | Wilhelm Bahnik                    | deutscher Arbeiter und kommunistischer Widerstandskämpfer                                                             | 37    |       |
| 12. März | Otokar Fischer                    | tschechischer Übersetzer, Literaturwissenschaftler und Dramaturg                                                      | 54    |       |
| 12. März | Wilhelm Pinnecke                  | deutscher Politiker (KPD), MdR                                                                                        | 40    |       |
| 12. März | Lyda Roberti                      | US-amerikanische Schauspielerin und Sängerin                                                                          | 31    |       |
| 12. März | Karl Schlesinger                  | österreichisch-ungarischer Nationalökonom und Bankier                                                                 | 49    |       |
| 12. März | Kurt Schmidt                      | deutscher Politiker (KPD), Interbrigadist im Spanischen Bürgerkrieg                                                   | 33    |       |
| 12. März | Alphonse Stengelin                | französischer Maler und Graphiker                                                                                     | 85    |       |
| 12. März | Peter Wages                       | deutscher Unternehmer und Politiker (Zentrum), MdR                                                                    | 49    |       |
| 12. März | Heber Manning Wells               | US-amerikanischer Politiker                                                                                           | 78    |       |
| 13. März | Ludwig Christ                     | Oberbürgermeister von Trier                                                                                           | 37    |       |
| 13. März | Clarence Darrow                   | US-amerikanischer Rechtsanwalt                                                                                        | 80    |       |
| 13. März | Herwart Fischer                   | deutscher Rechtsmediziner                                                                                             | 52    |       |
| 13. März | Kubec Glasmon                     | US-amerikanischer Drehbuchautor                                                                                       | 40    |       |
| 13. März | Adolf Haeuser                     | deutscher Industrieller                                                                                               | 80    |       |
| 13. März | Akmal Ikramow                     | usbekisch-sowjetischer Politiker (KPdSU)                                                                              |       |       |
| 13. März | Frederick George Jackson          | britischer Polarforscher und Abenteurer                                                                               | 78    |       |
| 13. März | Therese von Liechtenstein         | Prinzessin von und zu Liechtenstein und Prinzessin von Bayern                                                         | 87    |       |
| 13. März | Carlo Minoretti                   | italienischer Geistlicher, Erzbischof von Genua und Kardinal                                                          | 76    |       |
| 13. März | Carl Wilhelm Schleicher           | deutscher Architekt                                                                                                   | 80    |       |
| 13. März | Bernhard zu Solms-Laubach         | deutscher Politiker (NSDAP), Landtagsabgeordneter im Volksstaat Hessen                                                | 38    |       |
| 13. März | Fayzulla Xoʻjayev                 | usbekischer Politiker                                                                                                 |       |       |
| 14. März | Friedrich Klein-Chevalier         | deutscher Historien- und Porträtmaler der Düsseldorfer Schule                                                         | 76    |       |
| 14. März | Friedrich Reitlinger              | österreichischer Unternehmer und Wirtschaftsfunktionär                                                                | 60    |       |
| 14. März | Josef Schmirl                     | österreichischer Polizist und Kriminalbeamter der Polizeidirektion Linz                                               | 40    |       |
| 14. März | Karl Schmückle                    | deutscher Historiker, Literaturwissenschaftler und MEGA-Mitarbeiter                                                   | 39    |       |
| 15. März | Ludwig Bernegger                  | österreichischer Polizist und NS-Opfer                                                                                | 34    |       |
| 15. März | Ismar Boas                        | deutscher Arzt und Begründer des Fachgebietes der Gastroenterologie                                                   | 79    |       |
| 15. März | Pjotr Alexejewitsch Bogdanow      | sowjetischer Politiker                                                                                                | 55    |       |
| 15. März | Nikolai Iwanowitsch Bucharin      | sowjetischer Politiker und marxistischer Theoretiker                                                                  | 49    |       |
| 15. März | Alfred Fones                      | US-amerikanischer Zahnarzt und -hygieniker                                                                            |       |       |
| 15. März | Hryhorij Hrynko                   | ukrainisch-sowjetischer Politiker                                                                                     | 47    |       |
| 15. März | Wladimir Iwanowitsch Iwanow       | sowjetischer Politiker                                                                                                | 44    |       |
| 15. März | Genrich Grigorjewitsch Jagoda     | russischer Chef der sowjetischen Geheimpolizei NKWD                                                                   | 46    |       |
| 15. März | Nikolai Nikolajewitsch Krestinski | sowjetischer Politiker                                                                                                | 54    |       |
| 15. März | Pjotr Petrowitsch Krjutschkow     | sowjetischer Rechtsanwalt und Sekretär des Schriftstellers Maxim Gorki                                                |       |       |
| 15. März | Jānis Krūmiņš                     | lettischer Kommunist, Opfer des Stalinismus                                                                           | 43    |       |
| 15. März | George W. Lindsay                 | US-amerikanischer Politiker                                                                                           | 72    |       |
| 15. März | Wassili Fjodorowitsch Nassedkin   | sowjetischer Schriftsteller                                                                                           | 43    |       |
| 15. März | Pjotr Wassiljewitsch Oreschin     | russischer Dichter | 50    |       |
| 15. März | Alexei Iwanowitsch Rykow          | sowjetischer Politiker                                                                                                | 57    |       |
| 15. März | Isaak Abramowitsch Selenski       | russischer Politiker                                                                                                  | 47    |       |
| 15. März | Walentin Andrejewitsch Trifonow   | sowjetischer Politiker und Führer der Roten Armee                                                                     | 49    |       |
| 16. März | Erna Denera                       | deutsche Sopranistin                                                                                                  | 58    |       |
| 16. März | Emil Fey                          | österreichischer Politiker der Ersten Republik                                                                        | 51    |       |
| 16. März | Egon Friedell                     | österreichischer Schriftsteller, Kulturhistoriker und Kabarettist                                                     | 60    |       |
| 16. März | Henri Louis Ernest Jouard         | französischer Ornithologe                                                                                             | 41    |       |
| 17. März | Ernst Deutsch-Dryden              | österreichischer Kostümbildner                                                                                        | 50    |       |
| 17. März | Alfredo France                    | chilenischer Fußballspieler                                                                                           | 42    |       |
| 17. März | Karl von Flemming                 | deutscher Fideikommissbesitzer und Politiker, Reichstagsabgeordneter                                                  | 66    |       |
| 17. März | Heinrich Hartmann                 | Unternehmer und Abgeordneter                                                                                          | 75    |       |
| 17. März | Carl August Rojahn                | deutscher Chemiker und Hochschullehrer der pharmazeutischen Chemie und Nahrungsmittelchemie                           | 48    |       |
| 17. März | Anselm Salzer                     | österreichischer Literaturhistoriker                                                                                  | 81    |       |
| 17. März | Otto Thielemann                   | deutscher Politiker (SPD) und Zeitungsredakteur                                                                       | 47    |       |
| 18. März | Cyril Rootham                     | englischer Komponist                                                                                                  | 62    |       |
| 18. März | Paul Schottländer                 | deutscher Rittergutsbesitzer, Wissenschaftler und Mäzen                                                               | 68    |       |
| 18. März | Erich Schultze                    | deutscher Schwimmer                                                                                                   | 47    |       |
| 19. März | Nikolai Jakowlewitsch Demjanow    | russischer Chemiker                                                                                                   | 76    |       |
| 19. März | Walter Ludwig Wilhelm Lauterburg  | Schweizer Jurist und Professor der Rechte                                                                             | 77    |       |
| 19. März | Odo Neustädter-Stürmer            | österreichischer Politiker und Chefideologe der Heimwehr                                                              | 52    |       |
| 19. März | Gaston Saint-Paul de Sinçay       | belgischer Fahrsportler                                                                                               | 83    |       |
| 19. März | Carl Wolff                        | deutscher Schriftsteller                                                                                              | 53    |       |
| 19. März | Ludwig Wüllner                    | deutscher Sänger, Schauspieler, Rezitator                                                                             | 79    |       |
| 19. März | Franz Wutz                        | deutscher Priester und Professor für Altes Testament an der Hochschule Eichstätt                                      | 55    |       |
| 20. März | Charles A. Crow                   | US-amerikanischer Politiker                                                                                           | 64    |       |
| 20. März | Gustav Kolb                       | deutscher Psychiater                                                                                                  | 67    |       |
| 20. März | Aimé Larguier                     | französischer Politiker                                                                                               | 42    |       |
| 20. März | Martyn Iwanowitsch Lazis          | sowjetischer Revolutionär, Politiker und Offizier der Staatssicherheit                                                | 49    |       |
| 20. März | Aleksandar Malinow                | bulgarischer Politiker und Ministerpräsident                                                                          | 70    |       |
| 20. März | Jacob Opdahl                      | norwegischer Turner                                                                                                   | 44    |       |
| 20. März | Hermann Schroeder                 | deutscher Ingenieur                                                                                                   | 72    |       |
| 20. März | Oskar Textorius                   | schwedischer Schauspieler, Sänger und Theaterregisseur                                                                | 73    |       |
| 20. März | Fritz Wüst                        | deutscher Eisenhüttenkundler und Gründungsdirektor                                                                    | 77    |       |
| 21. März | Oscar Apfel                       | US-amerikanischer Schauspieler, Regisseur, Drehbuchautor und Produzent                                                | 60    |       |
| 21. März | Friedrich von Brettreich          | deutscher Jurist und Politiker                                                                                        | 79    |       |
| 21. März | John Bates Clark                  | US-amerikanischer Ökonom                                                                                              | 91    |       |
| 21. März | Mirsa Dawud Gusejnow              | aserbaidschanisch-sowjetischer Politiker                                                                              |       |       |
| 21. März | Caspar Haeusler                   | deutscher Offizier und Politiker (Zentrum), MdR                                                                       | 84    |       |
| 21. März | Garda Irmen                       | Theaterschauspielerin                                                                                                 |       |       |
| 21. März | Hermann Isay                      | deutscher Jurist | 64    |       |
| 21. März | Omer Letorey                      | französischer Komponist und Organist                                                                                  | 64    |       |
| 22. März | John Barry                        | australischer Geistlicher, römisch-katholischer Bischof von Goulburn                                                  | 62    |       |
| 22. März | Willi Budich                      | deutscher Politiker (KPD), MdR                                                                                        | 47    |       |
| 22. März | Kurt Sauerland                    | deutscher Politiker (KPD) und Schriftsteller, Opfer des Stalinismus                                                   | 33    |       |
| 22. März | Hermann Schubert                  | deutscher Politiker (KPD), MdR                                                                                        | 52    |       |
| 22. März | Kurt Thomas                       | deutsches SPD-Mitglied und Widerstandskämpfer gegen den Nationalsozialismus                                           | 34    |       |
| 23. März | Harvey C. Garber                  | US-amerikanischer Politiker                                                                                           | 71    |       |
| 23. März | Lew Pyssarschewskyj               | ukrainisch-sowjetischer Chemiker                                                                                      | 64    |       |
| 23. März | Friedrich Rittelmeyer             | deutscher evangelischer Theologe und Mitbegründer der „Christengemeinschaft“                                          | 65    |       |
| 23. März | Georg Friedrich Schmitt           | Gründer der Kunstgewerbliche Metallwarenfabrik Orion in Nürnberg                                                      | 78    |       |
| 23. März | Thomas Walter Scott               | kanadischer Politiker                                                                                                 | 70    |       |
| 24. März | Eduard Ameseder                   | österreichischer Maler                                                                                                | 81    |       |
| 24. März | Rosa Bodenheimer                  | deutsche Frauenrechtlerin                                                                                             | 61    |       |
| 24. März | Karl von Ettmayer                 | österreichischer Romanist                                                                                             | 63    |       |
| 24. März | Maurizio Ferrante Gonzaga         | italienischer Generalleutnant und Senator                                                                             | 76    |       |
| 24. März | Jørgen-Frantz Jacobsen            | färöischer Schriftsteller                                                                                             | 37    |       |
| 24. März | Hans Mantz                        | deutscher Beamter und Politiker, Oberbürgermeister von Ravensburg                                                     | 65    |       |
| 25. März | Alfred Ernest Fripp               | kanadischer Rechtsanwalt und Politiker, Senator für Ontario                                                           | 71    |       |
| 25. März | Cornelius Gurlitt                 | deutscher Kunsthistoriker und Architekt                                                                               | 88    |       |
| 25. März | Jan Vilímek                       | tschechischer Illustrator und Maler                                                                                   | 78    |       |
| 25. März | Wilhelm Wolf                      | deutscher Zeitungsverleger                                                                                            | 74    |       |
| 26. März | Paul Martin Pearson               | US-amerikanischer Hochschullehrer und Politiker                                                                       | 66    |       |
| 27. März | Gustav Etzel                      | preußischer Offizier                                                                                                  | 60    |       |
| 27. März | Frigyes Mezei                     | ungarischer Sprinter                                                                                                  | 50    |       |
| 27. März | Friedrich Leo von Rottenberger    | österreichischer Fachmann für Gartenbau                                                                               | 65    |       |
| 27. März | A. W. Sandberg                    | dänischer Filmregisseur und Kameramann                                                                                | 50    |       |
| 27. März | Tom Seeberg                       | norwegischer Sportschütze                                                                                             | 78    |       |
| 27. März | William Stern                     | deutscher Psychologe und Begründer der Differenziellen Psychologie                                                    | 66    |       |
| 28. März | Karl Brauckmann                   | deutscher Sonderpädagoge                                                                                              | 75    |       |
| 28. März | Džemaludin Čaušević               | bosnischer Großmufti                                                                                                  | 67    |       |
| 28. März | Ernst Dragendorff                 | deutscher Historiker und Archivar                                                                                     | 68    |       |
| 28. März | Edward Mandell House              | US-amerikanischer Diplomat, außenpolitischer Berater des Präsidenten der USA                                          | 79    |       |
| 28. März | Zheng Xiaoxu                      | chinesischer und mandschurischer Politiker                                                                            | 77    |       |
| 29. März | Alexander von Bulmerincq          | deutsch-baltischer Theologe und Orientalist                                                                           | 69    |       |
| 29. März | Josva Kleist                      | grönländischer Katechet, Dichter und Landesrat                                                                        | 59    |       |
| 29. März | Sophie Wolf                       | deutsche Opernsängerin (Sopran)                                                                                       | 57    |       |
| 30. März | Felician Geß                      | deutscher Historiker und Bibliothekar                                                                                 | 76    |       |
| 30. März | Norbert Lichtenecker              | österreichischer Geograph und Hochschullehrer                                                                         | 40    |       |
| 31. März | Emma Barton                       | britische Fotografin                                                                                                  | 65    |       |
| 31. März | Friedrich Basil                   | deutscher Theaterschauspieler, -regisseur und Schauspiellehrer                                                        | 75    |       |
| 31. März | Jacobus Marinus Janse             | niederländischer Biologe                                                                                              | 78    |       |
| 31. März | Willem Kloos                      | niederländischer Dichter                                                                                              | 78    |       |
| 31. März | Edward Meyrick                    | britischer Entomologe                                                                                                 | 83    |       |
| 31. März | Joseph John Rice                  | US-amerikanischer Geistlicher, Bischof von Burlington                                                                 | 66    |       |
| 31. März | Leighton P. Slack                 | US-amerikanischer Politiker, Anwalt und Richter                                                                       | 70    |       |
|          | Emil Brass                        | Berliner Rauchwarenhändler und Autor von Pelz- und Säugetier-Fachliteratur und Herausgeber einer Pelz-Fachzeitschrift | 81    |       |
|          | Karl Giese                        | deutscher Archivar und Museumskurator                                                                                 |       |       |
|          | Wilhelm Freiherr von Ketteler     | deutscher Diplomat | 31    |       |
|          | Georg von Steinmann               | deutscher Verwaltungsbeamter                                                                                          | 71    |       |